# Volo Air Ontario 1363
Il volo Air Ontario 1363 era un volo di linea operato da Air Ontario con un Fokker F28-1000 Fellowship, che il 10 marzo 1989 è precipitato vicino a Dryden, Ontario, Canada, provocando la morte di 24 tra passeggeri e membri dell'equipaggio.
Il volo ripartiva dallo scalo intermedio sulla rotta fra Thunder Bay e Winnipeg e si è schiantato al suolo dopo soli 15 secondi dal decollo a causa della presenza di ghiaccio e neve sulle ali che non hanno consentito al velivolo di raggiungere una quota sufficiente per sorvolare gli alberi presenti al termine della pista.
L'incidente ha provocato la morte di 21 dei 65 passeggeri a bordo e di 3 dei 4 membri dell'equipaggio.
Un incidente simile accadde nel 1992 quando il volo USAir 405 si schiantò contro Flushing Bay durante il decollo all'aeroporto LaGuardia, dopo che il ghiaccio si era accumulato sulle ali durante il rullaggio.

## Aereo
L'aereo, un Fokker F28-100 era stato fabbricato nel 1972 ed entrato in servizio nel 1973. Era uno dei due F28 di proprietà della compagnia aerea
Il Comandante dell'aeromobile era George Moorwood (52), aviatore esperto con più di 24.100 ore di volo all'attivo. Il Primo Ufficiale era Keith Mills (35), anche lui pilota di grande esperienza con più di 10.000 ore di volo. Entrambi i piloti avevano però una scarsa esperienza dell'F28, con meno di 150 ore sull'aereo

## Incidente
Il volo era partito da Thunder Bay diretto a Winnipeg con scalo intermedio a Dryden, dove l'aereo ha colpito degli alberi poco dopo il decollo e poi si è disintegrato nell'impatto. L'incidente provocò la morte di 21 dei 65 passeggeri e di tre dei quattro membri dell'equipaggio a bordo, compresi entrambi i piloti.

## Investigazione
Il violento incendio post-incidente ha provocato gravi danni sia al registratore vocale della cabina di pilotaggio che al registratore dei dati di volo; Di conseguenza, nessuna di queste unità può essere letta. Per questo motivo, lo sforzo investigativo si è basato quasi interamente sulle dichiarazioni dei testimoni riguardanti l'incidente e gli eventi che lo hanno preceduto.

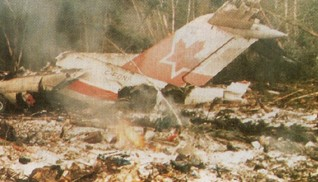
Il relitto del volo Air Ontario 1363

Quel pomeriggio la neve cadeva dolcemente e sulle ali si era accumulato uno strato compreso tra 0,6 e 1,3 cm (da 0,24 a 0,51 pollici). Le ali dovevano essere sbrinate prima del decollo, ma l'aereo Fokker F28 non dovrebbe mai essere sbrinato mentre i motori sono in funzione a causa del rischio che fumi tossici entrino nella cabina dell'aereo. Il pilota, quindi, non ha richiesto lo sbrinamento delle ali; all'epoca le istruzioni della compagnia aerea non erano chiare su questo punto, ma il rapporto successivo fu molto critico nei confronti di questa decisione.
Il carburante doveva essere caricato e veniva effettuato con il motore acceso mentre i passeggeri erano a bordo (noto come rifornimento a caldo). Lo scarico e il ricaricamento dei passeggeri avrebbe richiesto molto tempo e più a lungo l'aereo rimaneva a terra, maggiore era la necessità di spruzzare le ali con fluido antighiaccio. Per evitare ulteriori ritardi e una maggiore possibilità di accumulo sulle ali, il Capitano Morwood decise di far rifornire l'aereo mentre il motore era acceso e con i passeggeri a bordo. Questa procedura non era allora, e non è adesso, vietata da Transport Canada. Anche le istruzioni della compagnia aerea erano incoerenti.

## Risultati

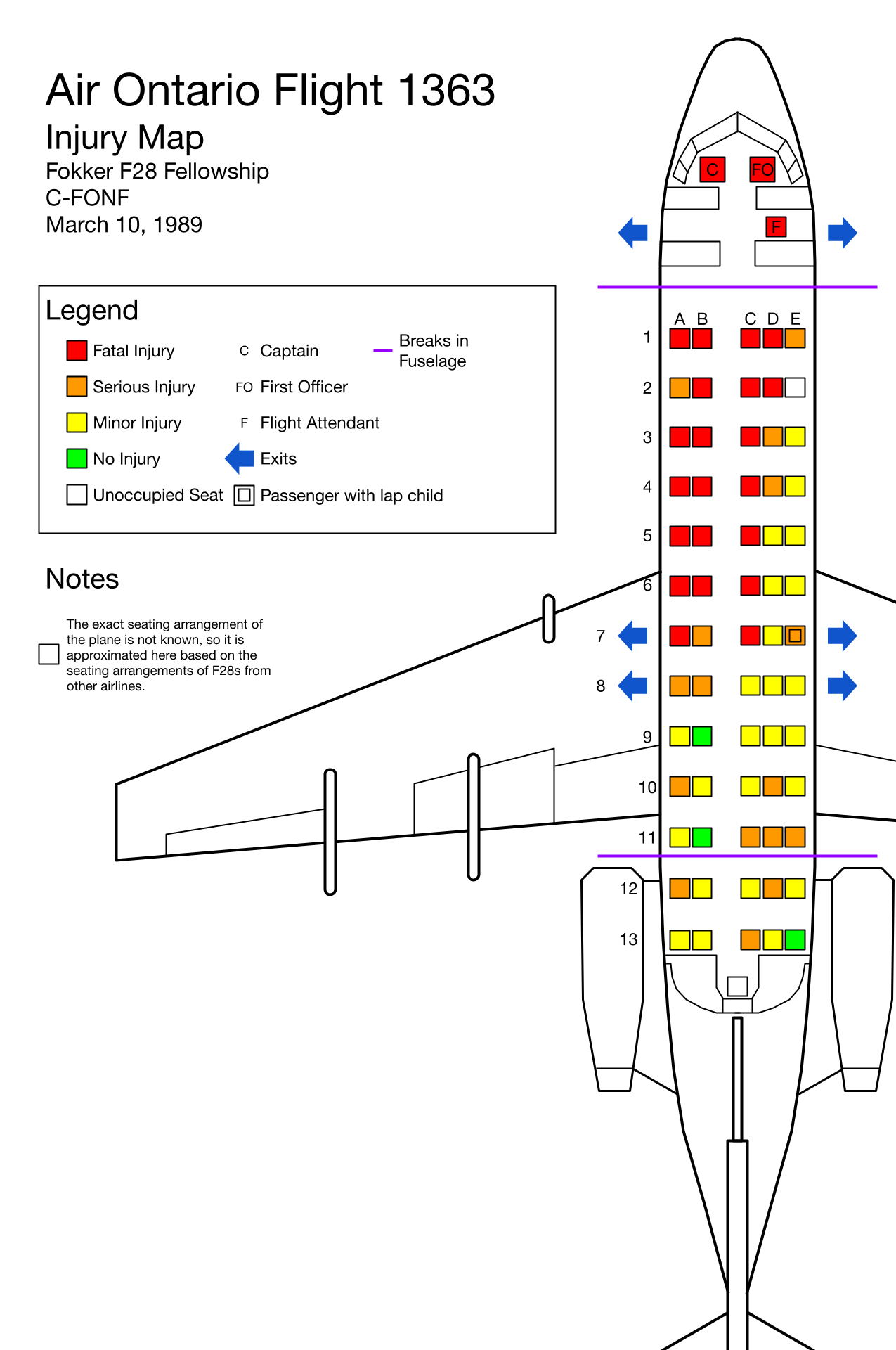
Mappa dei feriti del volo Air Ontario 1363

L'inchiesta dell'incidente venne presieduta da Virgil P. Moshansky. L'inchiesta rilevò che l'Auxiliary Power Unit (APU) non funzionava e nessun carrellone era disponibile nell'aeroporto, perciò l'equipaggio decise di tenere acceso il motore di sinistra e sull'aereo non venne mai effettuata l'operazione di pulizia della neve dalle ali. L'aereo venne rifornito con il motore acceso mentre i passeggeri erano a bordo. Le decisioni del Comandante di partire dal rifornire l'aereo con il motore acceso e non richiedere la pulizia delle ali si rivelò molto dubbie anche se in Canada il rifornimento con il motore acceso non era ancora vietato. Moshansky ha incolpato Transport Canada per aver permesso ad Air Ontario di espandersi nell'operatività di aerei più grandi e complicati senza rilevare le carenze degli aerei esistenti.
Il velivolo non avrebbe dovuto fare uno scalo programmato in un aeroporto senza le attrezzature adeguate. Inoltre, né i corsi né il manuale di volo avevano sufficientemente avvertito il pilota dei rischi del ghiaccio sulle ali.
Dopo lo schianto del volo Air Ontario 1363, furono apportate molte modifiche significative ai regolamenti sull'aviazione canadese. Queste includevano nuove procedure relative al rifornimento di carburante e allo sbrinamento, nonché molte nuove normative intese a migliorare la sicurezza generale di tutti i futuri voli in Canada. Nello specifico, questi si riferivano all'efficacia di alcuni fluidi antighiaccio nel tempo e al maggiore utilizzo del fluido di Tipo II. Questa miscela contiene agenti polimerizzanti che prolungano la durata dell'effetto antighiaccio.
Un'altra causa dell'incidente del volo 1363 sono stati i ritardi nelle modifiche alle procedure di sghiacciamento dal rapporto dissenziente del Canadian Aviation Safety Board (CASB) sull'incidente del volo Arrow Air 1285 del 1985, che potrebbe aver coinvolto anche il ghiaccio, ma un rapporto di minoranza separato ha affermato che si è verificata un'esplosione. Entrambi gli incidenti hanno minato la fiducia nelle indagini del CASB e hanno portato il governo canadese a chiudere il CASB un anno dopo l'incidente del volo 1363. Il CASB è stato sostituito dal Transportation Safety Board of Canada (TSB), un'agenzia investigativa più indipendente e multimodale.

## Memoriale

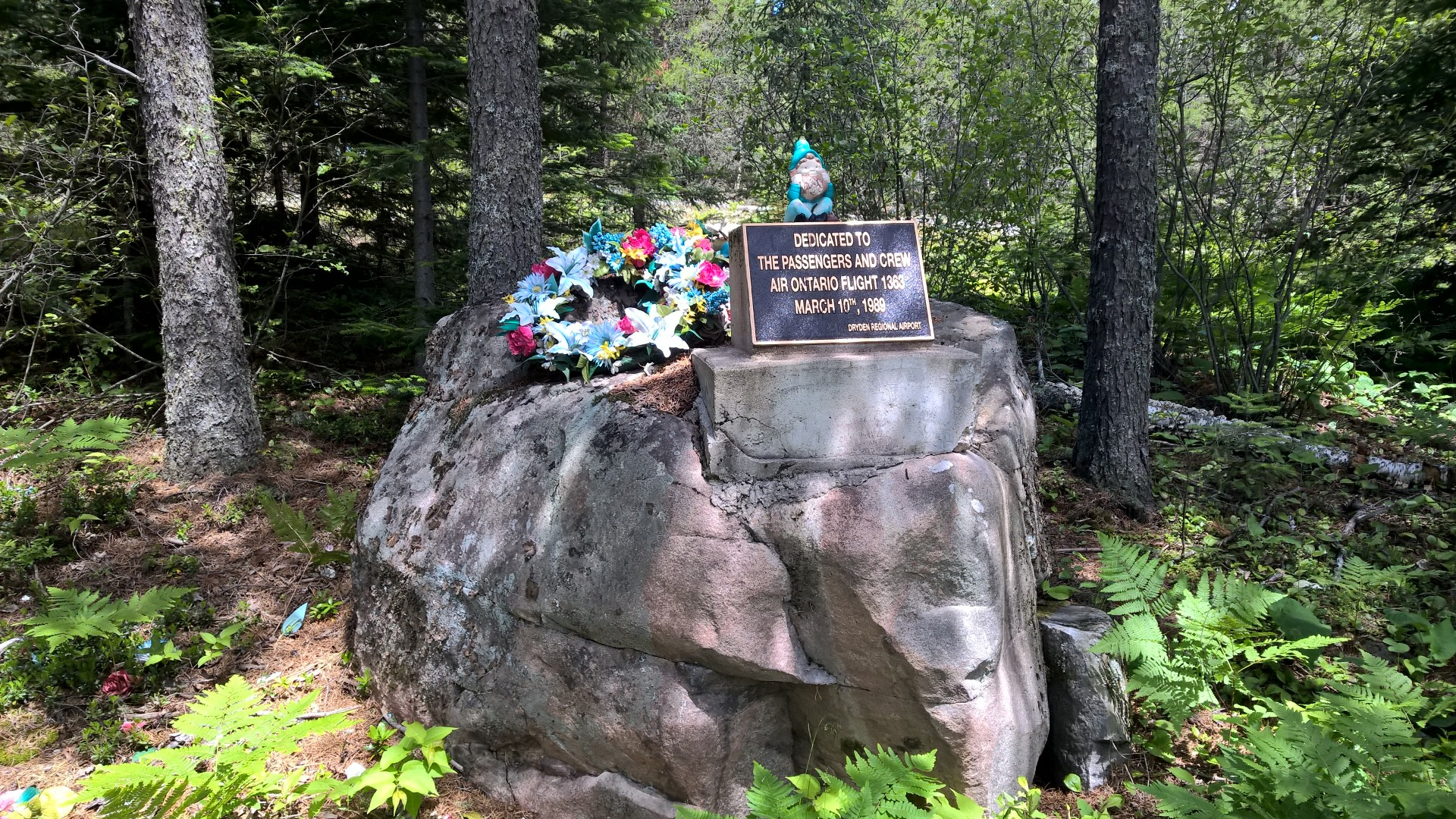
Sito commemorativo dell'Air Ontario 1363

Un memoriale è stato eretto su MacArthur Road.

## Il volo Air Ontario 1363 nei media
L'incidente del volo 1363 della Air Ontario è stato analizzato nella puntata Gelo mortale della nona stagione del documentario Indagini ad alta quota trasmesso dal National Geographic Channel.